# Archelaüs (filosoof)
Archelaus (Oudgrieks: Ἀρχέλαος) was een Griekse filosoof uit Athene of Milete die leefde in de 5e eeuw v.Chr. 

## Biografie
Archelaus was een leerling van de filosoof Anaxagoras en diens opvolger in zijn school in Lampsacus. Volgens Diogenes Laërtius, die zich beroept op Ion van Chios, Theophrastos en Aristoxenos, was Archelaus tevens de leermeester van Socrates. Hoewel sommige geleerden geloven dat dit louter een poging is om Socrates in verband te brengen met de Ionische School, nemen de meeste geleerden wel aan dat het verhaal van Diogenes klopt. Archelaus zou degene geweest zijn die de Ionische natuurfilosofie in Athene geïntroduceerd heeft. Om die reden kreeg hij de bijnaam "De natuurfiloof". Hoewel er nog andere Anaxagoreërs Athene bezochten, zou Archelaus de laatste natuurfilosoof zijn, aangezien na hem de periode van de Socratische filosofie zou aanbreken, waarbij de nadruk niet langer zou liggen op de natuur, maar op de mens. Ook over de vraag of Archelaus een eigen ethische leer formuleerde bestaat veel onenigheid. Diogenes schrijft aan hem primitieve ethische opvattingen toe over de wetten, de eer en de rechtvaardigheid. Socrates zou deze ideeën verder uitgewerkt hebben, waardoor de ideeën uiteindelijk aan hem worden toegeschreven. 
Algemeen gezien volgt Archelaus de leer van Anaxagoras, maar op het domein van de kosmologie lijkt hij zich eerder te beroepen op de vroegere Ioniërs.

## Leer
Hij postuleerde een primitieve substantie gelijkend op de theorie van Anaxagoras. Bij Archelaus was deze substantie identiek aan lucht, maar daarnaast ook bezield was met geest. Hiermee vermeed hij het dualisme dat de leer van Anaxagoras kenmerkte. Uit deze bewuste 'lucht' ontstond, onder invloed van een proces van toename of afname van dichtheid, koude en warmte, of water en vuur. De ene was passief, de andere actief. De aarde en de hemellichamen zouden gevormd worden door een soort modder, een product van vuur en water, waaruit ook de levende wezens voortkomen. Eerst kwamen uit dit proces de lagere levensvormen voort, later ook de mens. Het belangrijkste verschil tussen de dieren en de mens bestond er volgens Archelaus in dat de mens beschikte over moraal en de mogelijkheid tot artistieke expressie. 
Op astronomisch vlak zou hij de zon hebben opgevat als de grootste ster onder de hemellichamen en op het domein van de meteorologie beschreef hij reeds in primitieve vorm het proces van condensatie van water dat leidt tot neerslag.
Hij zou ook als eerste geluid beschreven hebben als iets dat overgedragen wordt door de lucht. 
Van het werk van Archelaus is niets bewaard gebleven. Zijn leer wordt wel fragmentair besproken in het werk van Diogenes Laërtius, Simplicius van Cilicië, Plutarchus en Hippolytus.